# ياسر عبد ربه
ياسر عبد المجيد أديب عبد ربه (أبو بشار؛ وُلد في 17 سبتمبر 1945 في يافا) هو سياسي فلسطيني يساري التوجه أمين سر اللجنة التنفيذية لمنظمة التحرير سابقًا. يحمل لقبًا ثانيًا في الاقتصاد والعلوم السياسية من الجامعة الأمريكية بالقاهرة. تم فصله من منصب أمين سر اللجنة التنفيذية من قبل الرئيس محمود عباس عام 2015.

## بداياته

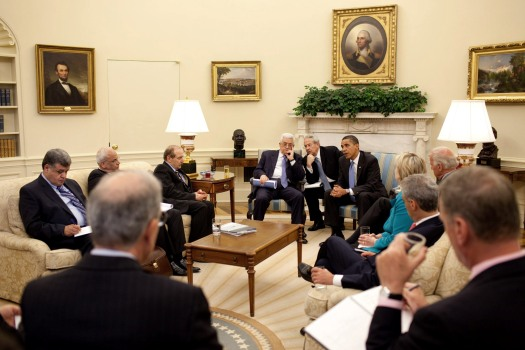
محمود عباس في اجتماع باراك أوباما، وصائب عريقات، وياسر عبد ربه، في المكتب البيضاوي، البيت الأبيض 2009

دخل عبد ربه معترك الحياة السياسية من خلال عضويته في حركة القوميين العرب ومن ثمة الجبهة الشعبية لتحرير فلسطين، عام 1969 قام قسم بقيادة نايف حواتمة بالانفصال عن الجبهة الشعبية وأسس الجبهة الشعبية الديمقراطية لتحرير فلسطين التي قامت بتعديل اسمها عام 1974 إلى الجبهة الديمقراطية لتحرير فلسطين، وشغل ياسر عبد ربه منصب نائب الأمين العام للجبهة الديمقراطية، حتى انفصل عنها لتضارب المواقف السياسية بينه وبين الأمين العام للجبهة نايف حواتمة. انشغل وعدد من رفاق الجبهة القدامى أمثال صالح رأفت (الأمين العام الحالي لحزب فدا) والراحل ممدوح نوفل (المستشار العسكري السابق للرئيس ياسر عرفات) وعصام عبد اللطيف بتأسيس ما سمي في حينه "بخط التجديد"، والذي انبثق عنه لاحقاً الاتحاد الديمقراطي الفلسطيني فدا.
كان ياسر عبد ربه من رجالات ياسر عرفات المقربين، وأوكلت إليه العديد من المهام الخارجية الفلسطينية والتي كانت سرية في معظم الأحيان. (اليساري العرفاتي - الحياة اللندنية)، كما كان من المبادرين لفتح قنوات الاتصال بين منظمة التحرير الفلسطينية والولايات المتحدة الأمريكية من خلال السفير الأمريكي في تونس في ذلك الحين.
شغل عدد من المناصب الوزارية مثل وزير الثقافة والإعلام في عهد ياسر عرفات، ووزير شؤون مجلس الوزراء في حكومة محمود عباس، بالإضافة إلى منصبه كأمين سر اللجنة التنفيذية لمنظمة التحرير الفلسطينية منذ انتخاب محمود عباس رئيساً. تم فصله من قبل الرئيس محمود عباس من منصب أمين سر اللجنة التنفيذية لمنظمة التحرير الفلسطينية في شهر 7 من عام 2015.
متزوج من الكاتبة والمخرجة ليانة بدر، وله منها ولدان بشار وطارق.
شغل منصب أمانة سر اللجنة التنفيذية لمنظمة التحرير، كما كان الرئيس الفلسطيني محمود عباس قد عينه مشرفًا عامًا على الإعلام الرسمي، وخاصة هيئة الإذاعة والتلفزيون الفلسطينية.